# 瑞宾楼
瑞宾楼是北京的一家饭店。原址坐落于前门外的门框胡同。因其经营的褡裢火烧而闻名京城。

## 历史
清朝光绪2年（公元1876年），有一对来自顺义的姚春宣夫妇，在王府井摆了一个褡裢火烧的小食摊，生意十分红火。赚钱后，在东安市场内开设了“瑞明楼”，但第二代就倒闭了。而该店的两个伙计罗虎祥、郝家瑞在门框胡同开设了“祥瑞饭店”，专门经营褡裢火烧。1956年随着公私合营该店被收归国有。文革期间饭店屡次易名。1986年，祥瑞饭馆扩建成二层楼，改名“瑞宾楼”，在一层专门供应褡裢火烧。2006年随着前门大街重修，瑞宾楼搬迁至丰台区赵公口。另在什刹海九门小吃城、朝阳区新光天地和重修好的大栅栏开有分店。

## 特色
瑞宾楼的特色就是褡裢火烧和所配套的由鸡血豆腐煮成的酸辣汤。褡裢火烧做法讲究，面的劲儿，馅的味儿，包的齐整，煎的火候儿，没有一样不要功夫。在饼铛内煎熟起锅后，趁热食用。配上鲜香的酸辣汤或是小米粥，回味无穷。